# Vương Quýnh
Vương Quýnh (hoặc Vương Huỳnh, tiếng Trung giản thể: 王炯, bính âm Hán ngữ: Wáng Jiǒng, sinh tháng 9 năm 1964, người Hán) là chính trị gia nước Cộng hòa Nhân dân Trung Hoa. Ông hiện là Ủy viên dự khuyết Ủy ban Trung ương Đảng Cộng sản Trung Quốc khóa XIX, Bí thư Đảng tổ, Chủ tịch Chính Hiệp Trùng Khánh. Ông nguyên là Phó Bí thư Tỉnh ủy Hà Nam; Thường vụ Tỉnh ủy, Bộ trưởng Bộ Tổ chức Tỉnh ủy Giang Tô; Thường vụ Tỉnh ủy, Bộ trưởng Bộ Tổ chức Tỉnh ủy An Huy; Bí thư Ban Bí thư, Phó Chủ tịch Tổng Công hội Trung Quốc.
Vương Quýnh là đảng viên Đảng Cộng sản Trung Quốc, học vị Cử nhân Gia công áp lực, Thạc sĩ Quản trị học, chức danh Cao cấp công trình sư. Ông có sự nghiệp hơn 20 năm hoạt động trong doanh nghiệp nhà nước trước khi được điều chuyển tới khối cơ quan nhà nước.

## Xuất thân và giáo dục
Vương Quýnh sinh tháng 9 năm 1964 tại huyện Hoài Tân, thuộc địa cấp thị Tín Dương, tỉnh Hà Nam, Cộng hòa Nhân dân Trung Hoa. Ông lớn lên và tốt nghiệp phổ thông ở Hoài Tân, thi đỗ Học viện Sắt Thép Vũ Hán (武汉钢铁学院, nay là Đại học Khoa học Kỹ thuật Vũ Hán), tới thủ phủ Vũ Hán để nhập học Khoa Luyện kim của trường từ tháng 9 năm 1981, tốt nghiệp Cử nhân chuyên ngành Gia công áp lực vào tháng 7 năm 1985. Giai đoạn tháng 9–12 năm 1993, ông được cử sang Kimitsu, Chiba, Nhật Bản để tham khảo và bồi dưỡng quản lý sản xuất ở xưởng sản xuất của hãng Nippon Steel. Tháng 2 năm 1998, ông thi đỗ cao học Đại học Công nghệ Vũ Hán, nhận bằng Thạc sĩ chuyên ngành Kỹ thuật và Khoa học quản ký vào tháng 4 năm 2001. Ông được kết nạp Đảng Cộng sản Trung Quốc vào tháng 11 năm 1984 tại trường Thép Vũ Hán, từng tham gia khóa bồi dưỡng một năm cán bộ trung, thanh niên từ tháng 3 năm 2001 đến tháng 1 năm 2002 tại Trường Đảng Trung ương Đảng Cộng sản Trung Quốc.

## Sự nghiệp

### Doanh nghiệp thép
Tháng 7 năm 1985, sau khi tốt nghiệp đại học, Vương Quýnh bắt đầu sự nghiệp của mình khi được nhận vào làm ở Công ty Sắt Thép Vũ Hán – một doanh nghiệp nhà nước – ở vị trí kỹ thuật viên của Xưởng cán thép thứ nhất của Nhà máy Cán nguội. Tháng 2 năm 1988, ông được thăng chức làm Phó Chủ nhiệm Xưởng điều chỉnh trơn, Bí thư Chi bộ xưởng này, sau đó được điều chuyển một thời gian ngắn làm Phó Trưởng ban Tuyên truyền Đảng ủy Nhà máy từ tháng 9 cùng năm. Tháng 11 năm 1990, ông được điều trở lại Xưởng cán thép thứ nhất làm Phó Chủ nhiệm, rồi Chủ nhiệm từ tháng 5 năm 1992.
Cùng năm 1992, Công ty Sắt Thép Vũ Hán được điều chỉnh thành Tập đoàn Sắt Thép Vũ Hán (WISCO), Vương Quýnh tiếp tục công việc ở doanh nghiệp này, là Phó Chủ nhiệm Phòng Chất lượng của Nhà máy Cán nguội từ tháng 1 năm 1994, rồi Trợ lý Xưởng trưởng, Phó Xưởng trưởng Nhà máy Tấm cán nguội từ giữa năm 1996. Cuối năm này, ông nhậm chức Phó Trưởng ban Tổ chức Đảng ủy Nhà máy, sau đó là Xưởng trưởng Nhà máy Tấm cán nguội kiêm Phó Tổng giám đốc Công ty cổ phần Sắp Thép Vũ Hán – một công ty con của Thép Vũ Hán. Tháng 5 năm 2000, Vương Quýnh được bổ nhiệm làm Phó Tổng giám đốc WISCO, kiêm Bí thư Đảng ủy Công ty cổ phần Sắt Thép Vũ Hán. Sau đó, ông là Bí thư Đảng ủy WISCO, Phó Tổng giám đốc kiêm Hiệu trưởng Trường Đảng của doanh nghiệp này từ 2002 cho đến cuối năm 2008.

### Khối nhà nước
Tháng 10 năm 2008, Vương Quýnh được điều chuyển tới Tổng Công hội Toàn quốc Trung Hoa, nhậm chức Phó Chủ tịch, Thành viên Đảng tổ, Bí thư Ban Bí thư, các chức vụ cấp phó bộ, được bầu trong hội nghị khóa XV của đoàn thể nhân dân này. Tháng 8 năm 2011, ông được điều tới tỉnh An Huy, vào Ban Thường vụ Tỉnh ủy, nhậm chức Bộ trưởng Bộ Tổ chức Tỉnh ủy An Huy, rồi được chuyển tới tỉnh Giang Tô, giữ chức vụ tương đương An Huy là Thường vụ Tỉnh ủy, Bộ trưởng Bộ Tổ chức Tỉnh ủy Giang Tô từ tháng 7 năm 2014. Tháng 5 năm 2017, ông được điều về quê nhà Hà Nam, nhậm chức Phó Bí thư Tỉnh ủy Hà Nam. Tháng 10 cùng năm, ông tham gia đại hội đại biểu toàn quốc, được bầu làm Ủy viên dự khuyết Ủy ban Trung ương Đảng Cộng sản Trung Quốc khóa XIX tại Đại hội Đảng Cộng sản Trung Quốc lần thứ 19. Tháng 1 năm 2018, Vương Quýnh được điều chuyển tới công tác ở thành phố Trùng Khánh, đến ngày 29 tháng 1, tại kỳ họp thức nhất của Ủy ban Trùng Khánh Hội nghị Hiệp thương Chính trị Nhân dân Trung Quốc khóa V, ông được bầu làm Chủ tịch Chính Hiệp Trùng Khánh, cấp bộ trưởng.